# Heart to Heart
Heart to Heart el cuarto álbum de estudio de la cantante de música country estadounidense Reba McEntire. Fue lanzado a través de Mercury Records el 17 de agosto de 1981. El álbum incluye los sencillos "Today All Over Again" y "Only You (And You Alone)", una versión del estándar doo-wop. Heart to Heart alcanzó el puesto 42 en Top Country Albums.

## Lista de canciones
| N.º | Título                                    | Duración |  |
| 1.  | «Indelibly Blue»                          | 3:21     |  |
| 2.  | «Ease the Fever»                          | 2:35     |  |
| 3.  | «There Ain't No Love»                     | 2:24     |  |
| 4.  | «How Does It Feel to Be Free»             | 3:21     |  |
| 5.  | «Only You (And You Alone)»                | 2:50     |  |
| 6.  | «Today All Over Again»                    | 3:16     |  |
| 7.  | «Gonna Love Ya (Till the Cows Come Home)» | 2:50     |  |
| 8.  | «Who?»                                    | 2:19     |  |
| 9.  | «Small Two-Bedroom Starter»               | 3:03     |  |
| 10. | «Love by Love»                            | 2:59     |  |

## Posicionamiento en listas
| Chart (1981)                      | Peak position |
| --------------------------------- | ------------- |
| U.S. Billboard Top Country Albums | 42            |